# Bartoloměj Dvorský
Bartoloměj Dvorský (narozen asi ve Dvoře Králové nad Labem; † 16. století) byl český utrakvistický kněz, spisovatel a polemik s islámem.

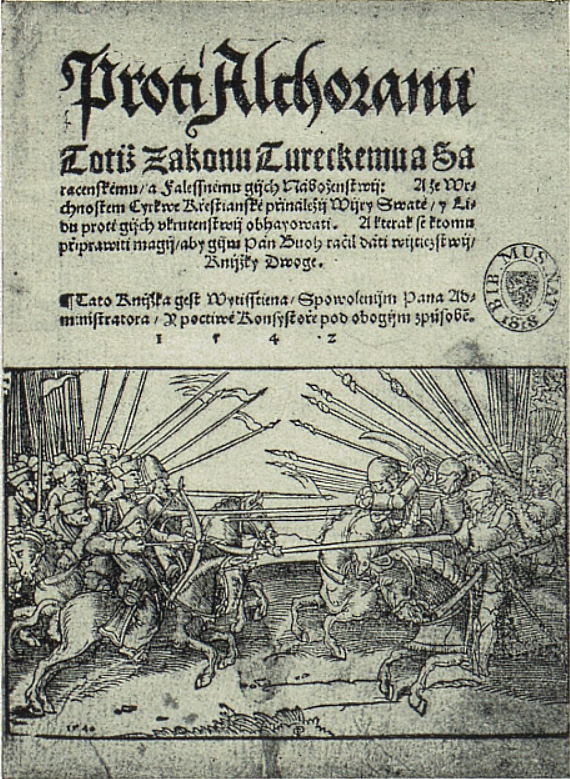
Titulní list spisu Proti Alchoranu z roku 1542

Studoval v Praze a v roce 1522 získal titul bakaláře. Po vysvěcení na kněze působil jako děkan v Kouřimi. Své texty psal jak česky, tak latinsky. 6. dubna roku 1542 byl vydán jeho spis s názvem Proti Alchoranu totiž zákonu tureckém – saracenskému a falešnému jich náboženství... knížky dvoje v tiskárně Jana Severina na Starém Městě pražském. V něm Dvorský brání dogma Svaté Trojice či upozorňuje na rozpory v koránu. Je však autorem mnoha dalších publikací, které jsou uvedeny až ke konci jednoho díla Dvorského. Mezi nimi lze vyhledat 7 spisů českých pod kategorií Scripta Bohemica a 13 spisů latinských.